# Амазонски потамотифлус
Амазонският потомотифлус (Potomotyphlus kaupii) е вид безкрако земноводно от семейство Typhlonectidae. Видът живее изцяло във вода. На дължина варира между 30 и 60 см, което го прави един от най-дребните представители на семейството.

## Разпространение
Широко разпространен е в района на басейна на Амазонка, Френска Гвиана, Гвиана, Суринам, Северна Бразилия в Южна Америка.